# Mario Fasson
Mario Fasson (18 luglio 1902 – Berna, 3 dicembre 1965) è stato un calciatore svizzero, di ruolo centrocampista.

## Carriera

### Nazionale
Ha collezionato 9 presenze con la propria Nazionale.